# Borosbocsárd

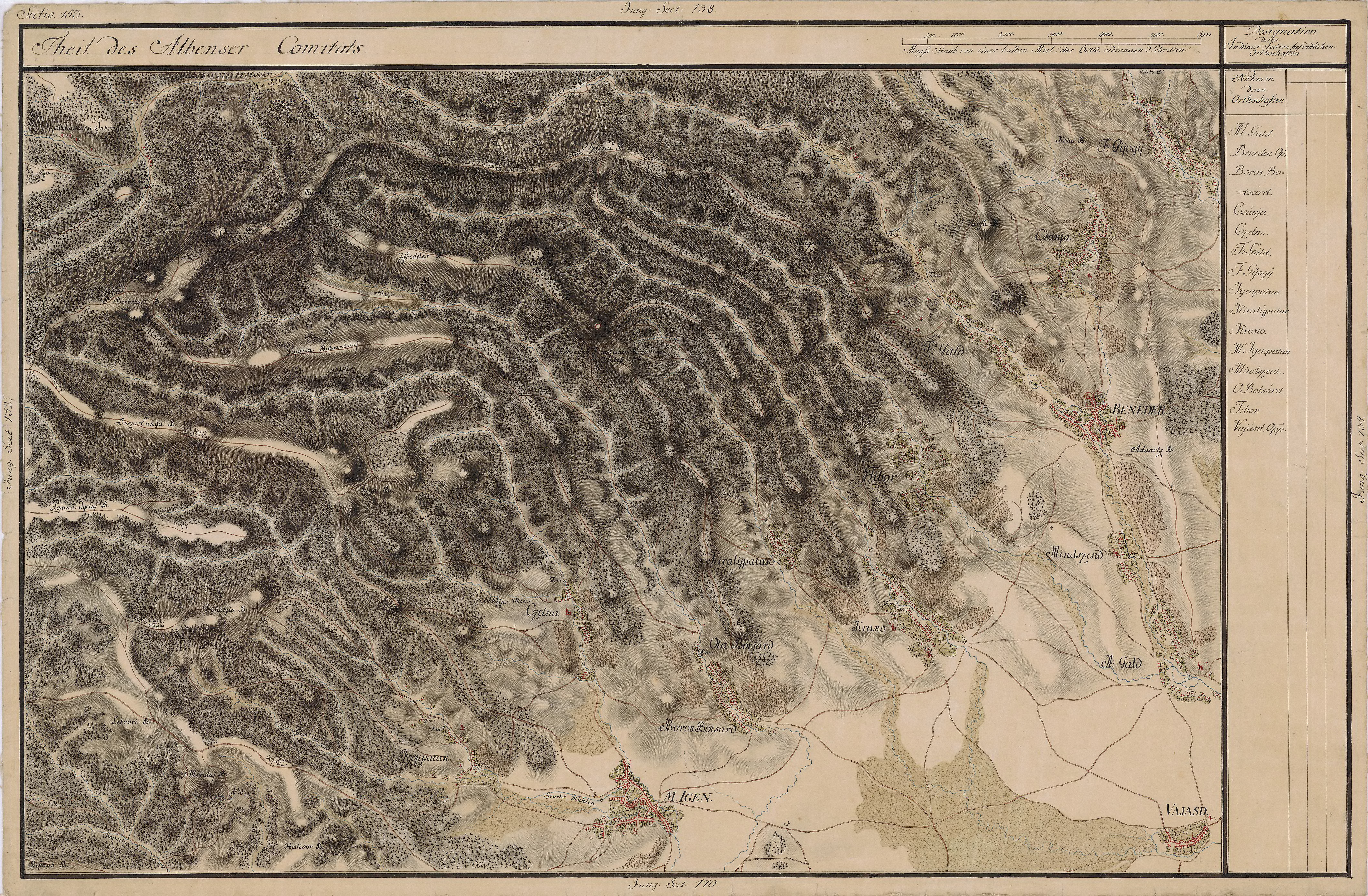
„Boros” és „Ola Botsard” környéke 1769–73 körül

Borosbocsárd (románul: Bucerdea Vinoasă) falu Romániában, Erdélyben, Fehér megyében.

## Nevének eredete
Kiss Lajos szerint a Bocsárd helynevek a 'kádár' vagy 'pohárnok' jelentésű ómagyar bocsár szó -d képzős alakjából valók és ilyen foglalkozású várnépekre utaltak. Először 1238-ban említették, Buchard alakban. Előtagja Buzásbocsárdtól különítette el (először 1486-ban: Borosboczard).

## Fekvése
Gyulafehérvártól 13 kilométerre északnyugatra, az Erdélyi Hegyalján fekszik.

## Népessége
- 1785-ben Magyarborosbocsárdnak 377, Oláhborosbocsárdnak 341 lakója volt. Az előbbiben ugyanekkor 39, utóbbiban 51 ortodox családot, Magyarborosbocsárdon 1766-ban 111 református lelket számoltak össze.[2]
- 1910-ben 1277 lakosából 1266 volt román és 11 magyar anyanyelvű; 710 ortodox és 557 görögkatolikus hitű.
- 2002-ben 957 román anyanyelvű lakosából 886 volt ortodox, 74 pünkösdi és 12 görögkatolikus vallású.

## Története
Középkori plébániatemploma, amelyet később a református nemesek használtak, a mai ortodox templom helyén állhatott. 1332-ben a pápai tizedjegyzék szerint egyházának papja 80 dénár pápai tizedet fizetett. 1442-ben a település a Kecsetiek adománybirtoka volt, de Hunyadi János erdélyi vajda magának foglalta el. A mai település felső része a középkortól a 20. századig külön falut alkotott Oláhbocsárd, később Oláhborosbocsárd néven (villa olachalis Buchard 1346-ban, Olahbochard 1496-ban), a tőle való megkülönböztetésül az alatta fekvő, a középkorban még magyar lakosságú falut Magyarbocsárdnak, később Magyarborosbocsárdnak nevezték el (Magyarbochard 1505-ben, Magjar Boros Bocsárd 1684-ben). Bár a két falu közben összeépült, községi igazgatásuk csak 1912-ben egyesült. Mindkét falu Fehér, majd Alsó-Fehér vármegyéhez tartozott.
Szőlőművelő település volt. A paraszti réteg a 17. században már Magyarborosbocsárdon is román. A tatárok 1658-ban felgyújtották, ezután 1668-ban, a református magyarok számának csökkenése miatt, újraosztották határát. A református püspökség a 17. század második felében udvarházat épített itt uradalmának igazgatása céljából, amely a 18–19. században is fennállt. A püspökségen kívül a 18. században főbb birtokosai a Boér, Bessenyei és Harsányi családok voltak.
1848 tavaszán Ács János református lelkész vezetésével 26 fős nemzetőrsége alakult. Október 29-én román felkelők a vásártéren 63 magyar lakosát öltek meg, 25-en Vajasdra menekültek. A magyar vadászok 1849-ben tizenegy román lakosát végezték ki. Református egyháza nem alakult újjá.
A hagyomány szerint a pónyikalma innen került Nagyenyedre a 19. század elején, ahonnan aztán Erdély szerte elterjedt.

## Látnivalók
- Az ortodox templom kertjében 2000 óta falumúzeum működik.[4]
- A feltehetően a 17. században épült régi ortodox templom romjai. Az épületet a 20. század közepéig használták.

## Híres emberek
- Itt született 1897-ben Emil Pop botanikus.